# Sybille Bammer
Sybille Bammer (Linz, 27 aprile 1980) è un'ex tennista austriaca.
La sua migliore posizione in classifica è la 19ª, raggiunta il 17 dicembre 2007.

## Carriera
Il suo primo torneo WTA lo ha giocato con una wild card a Klagenfurt nel 2000. In questo torneo perse contro la tedesca Andrea Glass. Nel 2001 non ha giocato perché ha messo al mondo una bambina, Tina. Nel 2002 ha vinto 3 titoli ITF: Grenoble, Mostar e Innsbruck. Nel 2003 vinse altri quattro tornei ITF è ha cominciato a giocare Fed Cup per l'Austria. Nel 2005 era entrata nei top 100 e si era qualificata per l'US Open, dove perse al primo turno contro Martina Suchá. A Calcutta, Bammer raggiunse i quarti di finale e a Linz raggiunse anche i quarti, battendo Virginie Razzano e Vera Duševina. Bammer è la prima tennista austriaca dopo Barbara Schett di raggiungere i quarti a Linz. Nel 2006 raggiunse il terzo turno all'Australian Open. Due settimane dopo, raggiunse la semifinale di Pattaya, perdendo contro la futura vincitrice Shahar Peer. A Indian Wells raggiunse il terzo turno, perdendo contro Martina Hingis. A Charleston perse al secondo turno contro Justine Henin-Hardenne.Dopo aver perso al terzo turno di Berlino contro Svetlana Kuznecova, raggiunse i top 50. A Wimbledon perse al terzo turno. A Bangkok era arrivata ai quarti di finale battendo Nathalie Dechy e perdendo contro Tamarine Tanasugarn. Finisce l'anno alla posizione 53, la sua migliore fino adesso.

### 2007
Al primo turno di Gold Coast perse contro Martina Hingis 6-0 6-2. A Hobart sconfisse Serena Williams ai quarti, ma perse contro Vasilisa Bardina nel semifinale. Perse al primo turno dell'Australian Open 6-4 7-5 contro Anna Čakvetadze. A febbraio vinse il suo primo titolo WTA battendo Vasilisa Bardina, Anastasija Rodionova, Martina Suchá, Peng Shuai e in finale Gisela Dulko. A Indian Wells al quarto turno, batte Ana Ivanović e Tatiana Golovin ai quarti. Nella semifinale perse contro Svetlana Kuznecova 7-6 4-6 1-6. Grazie a questo, Bammer diventa la numero 30 del mondo. A Miami perse al primo turno contro la francese Émilie Loit. Ad Amelia Island, batte Daniela Hantuchová ai quarti e perde alla semifinale contro Nadia Petrova. Raggiunse il terzo turno a Charleston perdendo contro l'olandese Michaëlla Krajicek. All'Open di Francia vinse contro Roberta Vinci, Ol'ga Savčuk, Li Na ma perse al quarto turno contro la numero 1 e futura vincitrice Justine Henin 6-2 6-4. A Wimbledon perse al secondo turno contro l'americana Laura Granville 6-1 6-4. Alla semifinale del Bank of the West Classic a Stanford perse contro l'indiana Sania Mirza. All'US Open Bammer raggiunse il quarto turno. Sulla strada per il quarto turno Bammer batte Elena Dement'eva 6-1 6-2. AL quarto turno perde contro la serba Jelena Janković 4-6 6-4 1-6.
Sybille Bammer finisce l'anno alla posizione 19.

### 2008
Bammer comincia a Gold Coast l'anno 2008, perdendo contro Li Na. A Sydney vince al primo turno contro Nadia Petrova. Al secondo turno perde contro Katarina Srebotnik 7-5 6-3. All'Australian Open vince al primo turno contro Tamarine Tanasugarn, ma perde 6-2 6-0 contro Hsieh Su-wei al secondo. Perde al primo turno di Anversa contro Jaroslava Švedova. A Bangalore perde al secondo turno contro Anastasija Rodionova 7–6(5) 6-2. Ai giochi olimpici a Pechino perde ai quarti contro la russa Vera Zvonarëva 6-3 3-6 6-3. All'US Open vince al terzo turno contro Marion Bartoli ma perde ai quarti contro Jelena Janković.

### 2009
Perse al primo turno dell'Australian Open.
All'Open di Francia vinse al primo turno contro la francese Nathalie Dechy ma perse al secondo turno contro Melinda Czink 6-4 3-6 8-10. Al doppio misto raggiunse i quarti di finale con Łukasz Kubot. A Wimbledon perse al primo turno contro Melanie Oudin. All'US Open perse anche al primo turno contro María José Martínez Sánchez 2-6 6-4 1-6.

## Statistiche

### Singolare

#### Vittorie (2)
| Legenda: Prima del 2009 | Legenda: Dal 2009     |
| ----------------------- | --------------------- |
| Grande Slam (0)         |                       |
| Ori Olimpici (0)        |                       |
| WTA Championships (0)   |                       |
| Tier I (0)              | Premier Mandatory (0) |
| Tier II (0)             | Premier 5 (0)         |
| Tier III (0)            | Premier (0)           |
| Tier IV (1)             | International (1)     |
| Tier V (0)              | International (1)     |

| N. | Data             | Torneo                        | Superficie  | Avversaria in finale | Punteggio     |
| 1. | 11 febbraio 2007 | Pattaya Women's Open, Pattaya | Cemento     | Gisela Dulko         | 7-5, 3-6, 7-5 |
| 2. | 19 luglio 2009   | ECM Prague Open, Praga        | Terra rossa | Francesca Schiavone  | 7-6(4), 6-2   |

## Risultati in progressione
| Sigla | Risultato               |
| ----- | ----------------------- |
| V     | Vincitore               |
| F     | Finalista               |
| SF    | Semifinalista           |
| O     | Oro olimpico            |
| A     | Argento olimpico        |
| SF    | Bronzo olimpico         |
| QF    | Quarti di Finale        |
| 4T    | Quarto turno            |
| 3T    | Terzo turno             |
| 2T    | Secondo turno           |
| 1T    | Primo turno             |
| RR    | Round Robin             |
| LQ    | Turno di qualificazione |
| A     | Assente                 |
| ND    | Non disputato           |

| Legenda superfici    |
| -------------------- |
| Cemento              |
| Terra battuta        |
| Erba                 |
| Superficie variabile |

### Singolare nei tornei del Grande Slam
| Torneo          | 2005 | 2006 | 2007 | 2008 | 2009 | 2010 | 2011 |
| --------------- | ---- | ---- | ---- | ---- | ---- | ---- | ---- |
| Australian Open | A    | 3T   | 1T   | 2T   | 1T   | 1T   | 1T   |
| Open di Francia | A    | 1T   | 4T   | 1T   | 2T   | 2T   | 1T   |
| Wimbledon       | A    | 3T   | 2T   | 2T   | 1T   | 1T   | 1T   |
| US Open         | 1T   | 2T   | 4T   | QF   | 1T   | 2T   | A    |

### Doppio nei tornei del Grande Slam
| Torneo          | 2005 | 2006 | 2007 | 2008 | 2009 | 2010 | 2011 |
| --------------- | ---- | ---- | ---- | ---- | ---- | ---- | ---- |
| Australian Open | A    | 1T   | 1T   | 1T   | A    | A    | 1T   |
| Open di Francia | A    | 2T   | 1T   | 1T   | 1T   | 1T   | A    |
| Wimbledon       | A    | 1T   | 1T   | 1T   | 1T   | A    | A    |
| US Open         | A    | 1T   | 1T   | 1T   | 1T   | A    | A    |

### Doppio misto nei tornei del Grande Slam
| Torneo          | 2005 | 2006 | 2007 | 2008 | 2009 | 2010 | 2011 |
| --------------- | ---- | ---- | ---- | ---- | ---- | ---- | ---- |
| Australian Open | A    | A    | A    | A    | A    | A    | A    |
| Open di Francia | A    | A    | 4T   | A    | QF   | A    | A    |
| Wimbledon       | A    | A    | 2T   | A    | 2T   | A    | A    |
| US Open         | A    | A    | 1T   | A    | 1T   | A    | A    |

## Vittorie contro giocatrici Top 10
| Stagione | 2008 | 2009 | 2010 | Totale |
| Vittorie | 2    | 1    | 1    | 4      |

| #    | Giocatrice         | Ranking | Evento                               | Superficie  | Turno   | Punteggio          | Rank. SBR |
| ---- | ------------------ | ------- | ------------------------------------ | ----------- | ------- | ------------------ | --------- |
| 2008 |                    |         |                                      |             |         |                    |           |
| 1.   | Svetlana Kuznecova | 2       | Qatar Ladies Open, Doha              | Cemento     | 3T      | 6-2, 7-6(8)        | 19        |
| 2.   | Anna Čakvetadze    | 8       | LA Tennis Championships, Los Angeles | Cemento     | 3T      | 6-4, 5-7, 6-2      | 30        |
| 2009 |                    |         |                                      |             |         |                    |           |
| 3.   | Serena Williams    | 2       | Cincinnati Open, Cincinnati          | Cemento     | 3T      | 7-5, 6-4           | 29        |
| 2010 |                    |         |                                      |             |         |                    |           |
| 4.   | Viktoryja Azaranka | 6       | Fed Cup, Lisbona                     | Cemento (i) | EA ZI-D | 5-7, 6-4, 2-0 rit. | 50        |